# Guayas (rivier)

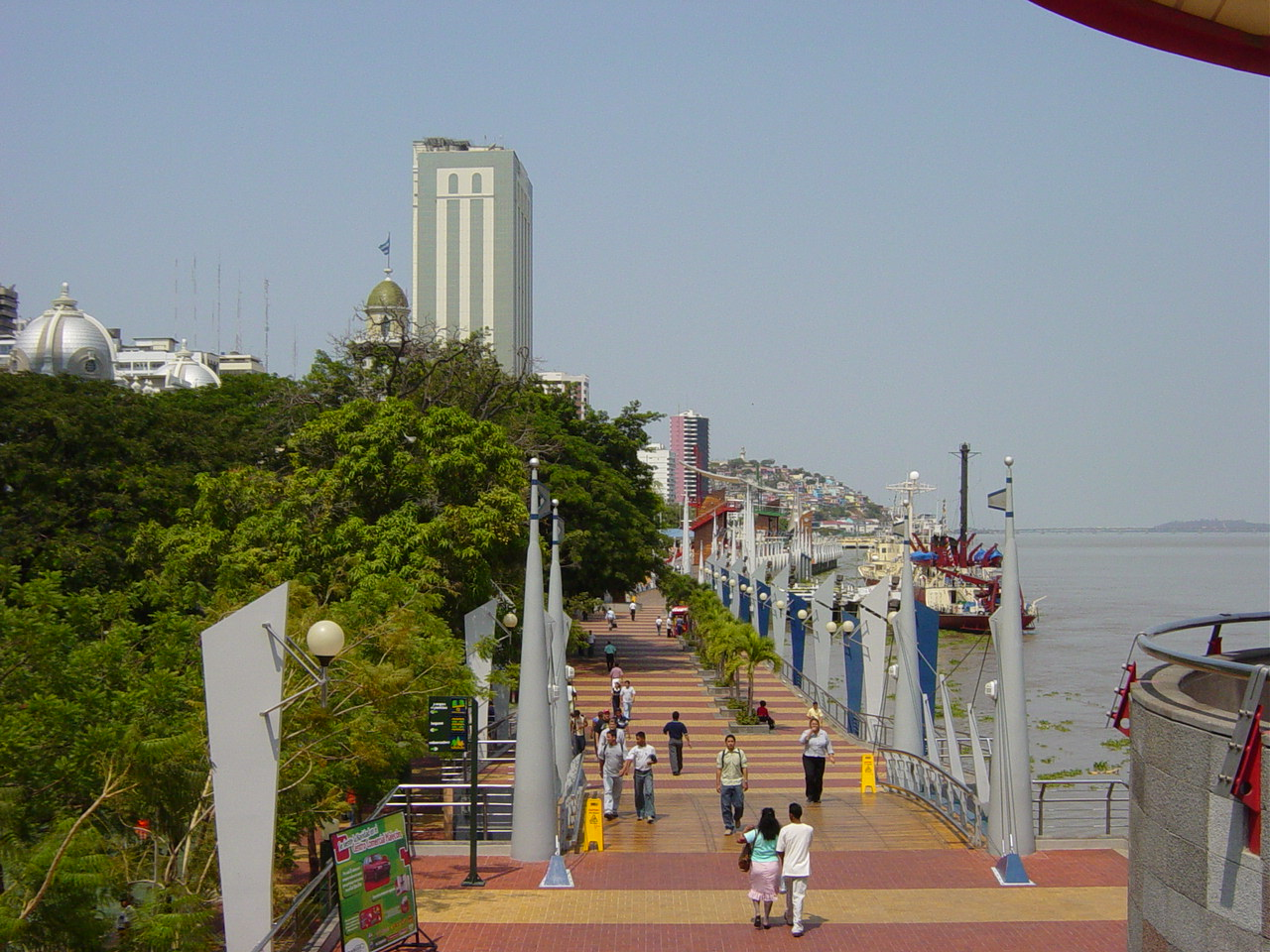
Guayas in Guayaquil

De Guayas is een rivier in het westen van Ecuador en de grootste in de Grote Oceaan uitmondende rivier van Zuid-Amerika.
Een van de bronnen van de rivier ligt op de Chimborazo-vulkaan, de hoogste vulkaan van het land. De naam Guayas wordt echter pas gebruikt voor het gedeelte na de samenvloeiing van de Daule en de Babahoyo. Op enige afstand van deze samenvloeiing splitst de rivier zich in tweeën om het eiland Santay te vormen; na dit eiland komen de rivierarmen weer bij elkaar.
De rivier mondt uit nabij de havenstad Guayaquil in de provincie Guayas, die naar de rivier is vernoemd. Via een complexe rivierdelta wordt de Golf van Guayaquil bereikt.
- Gemeinsame Normdatei: 4376856-8
- Library of Congress Control Number: n82090446
- Nationale Bibliotheek van Israël: 987007552828405171
- Virtual International Authority File: 242270868